# 布列塔尼议会宫
48°06′46″N 1°40′40″W / 48.11277778°N 1.67777778°W
布列塔尼议会宫（Palais du parlement de Bretagne）是布列塔尼议会的所在地，位于法国雷恩市中心，维莱讷河以北，面向布列塔尼议会广场（place du parlement de Bretagne），地址为该广场6号。1994年曾因渔民暴力事件引发火灾，遭到破坏。古典主义建筑，被列为法国历史古迹 （1883年12月26日）。

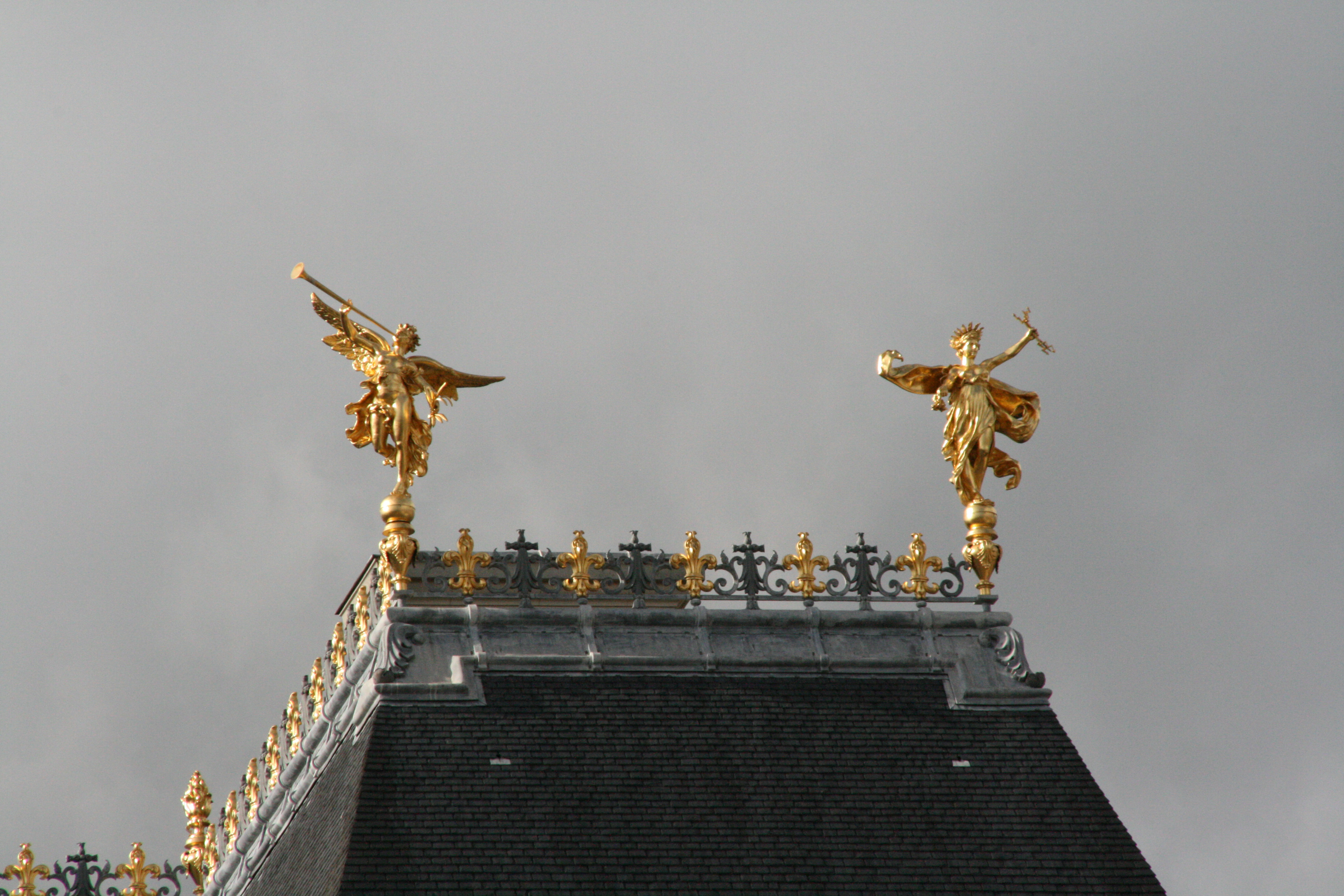
口才与正义

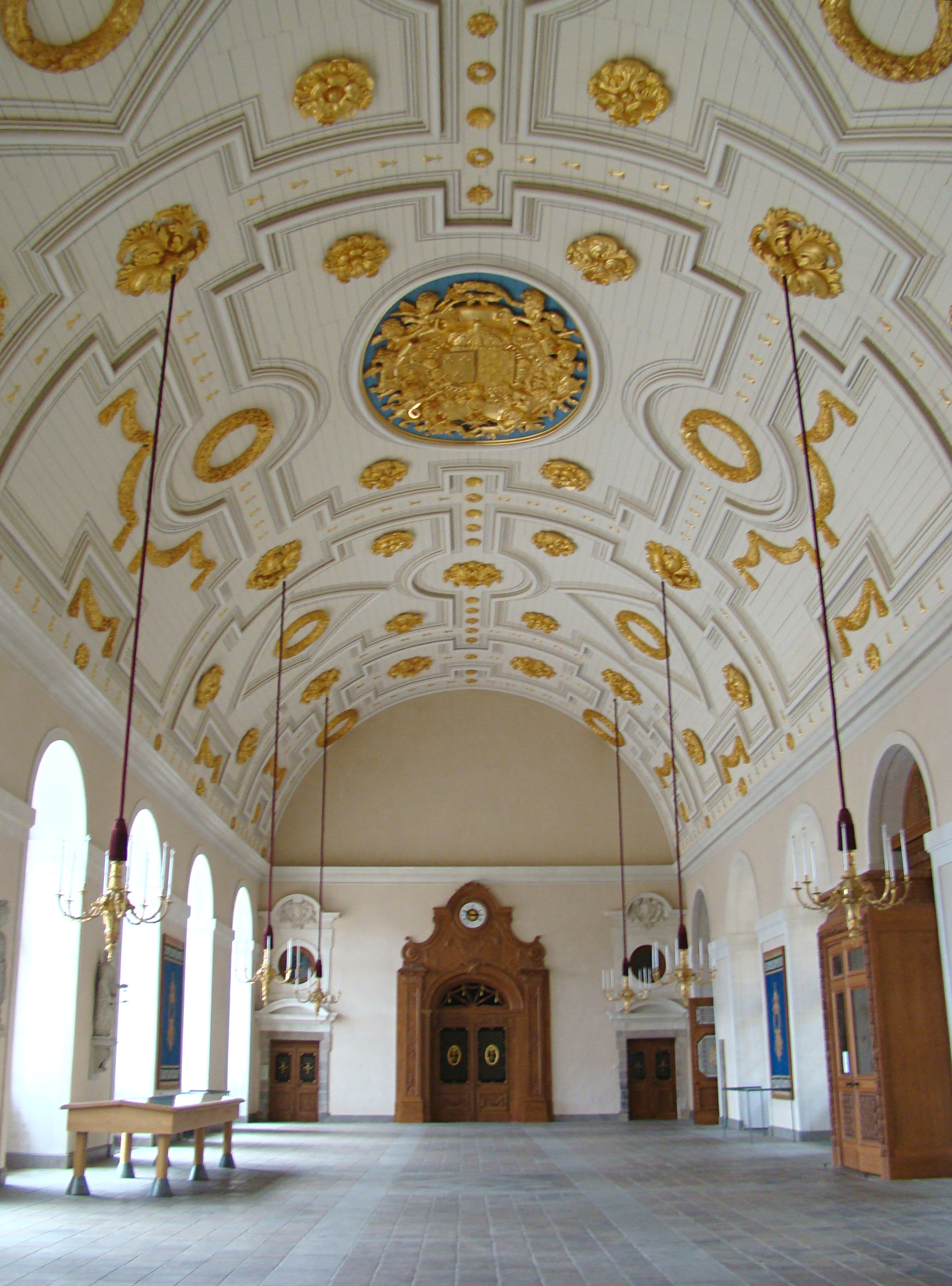
大厅
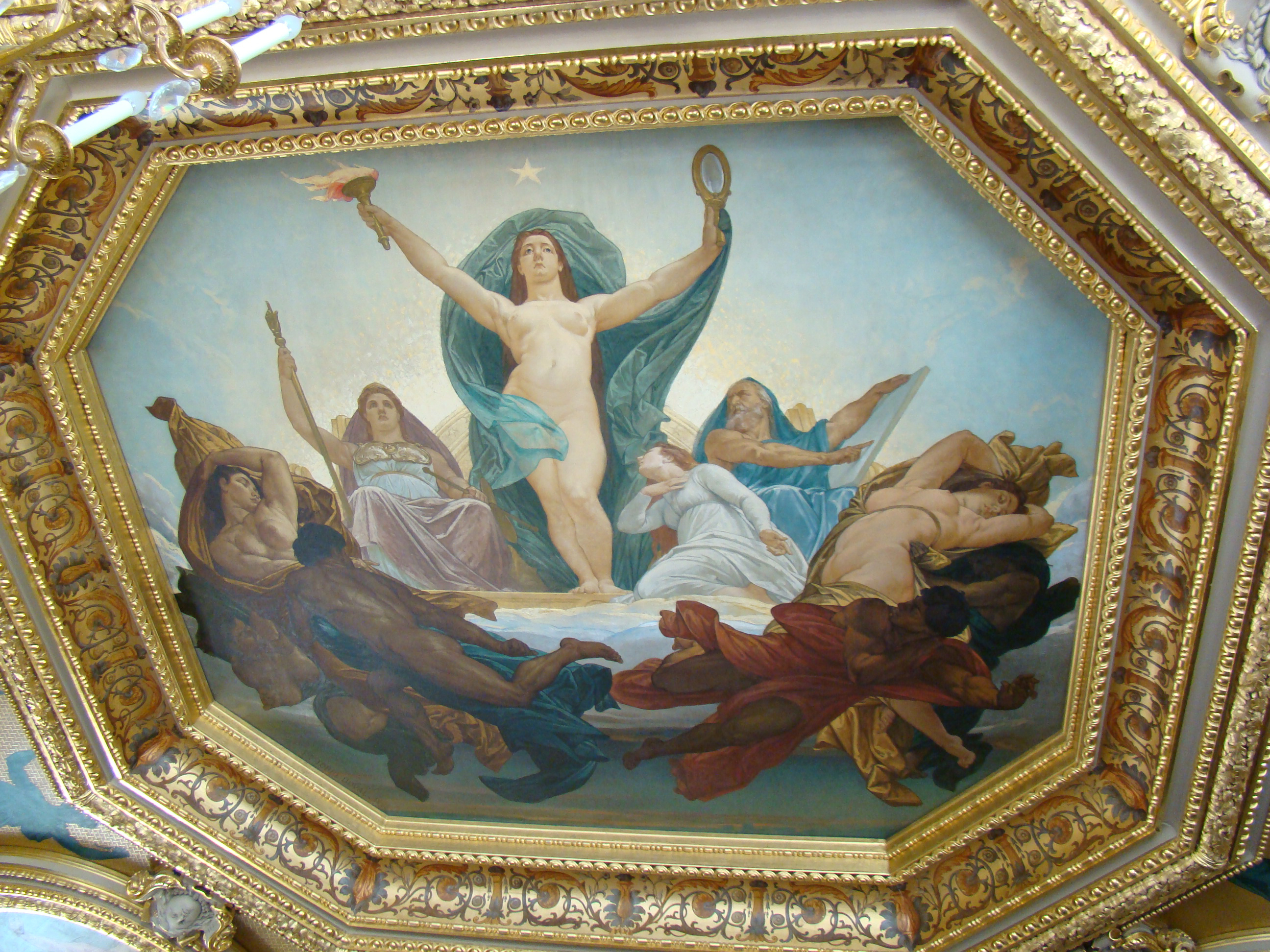
真理的胜利
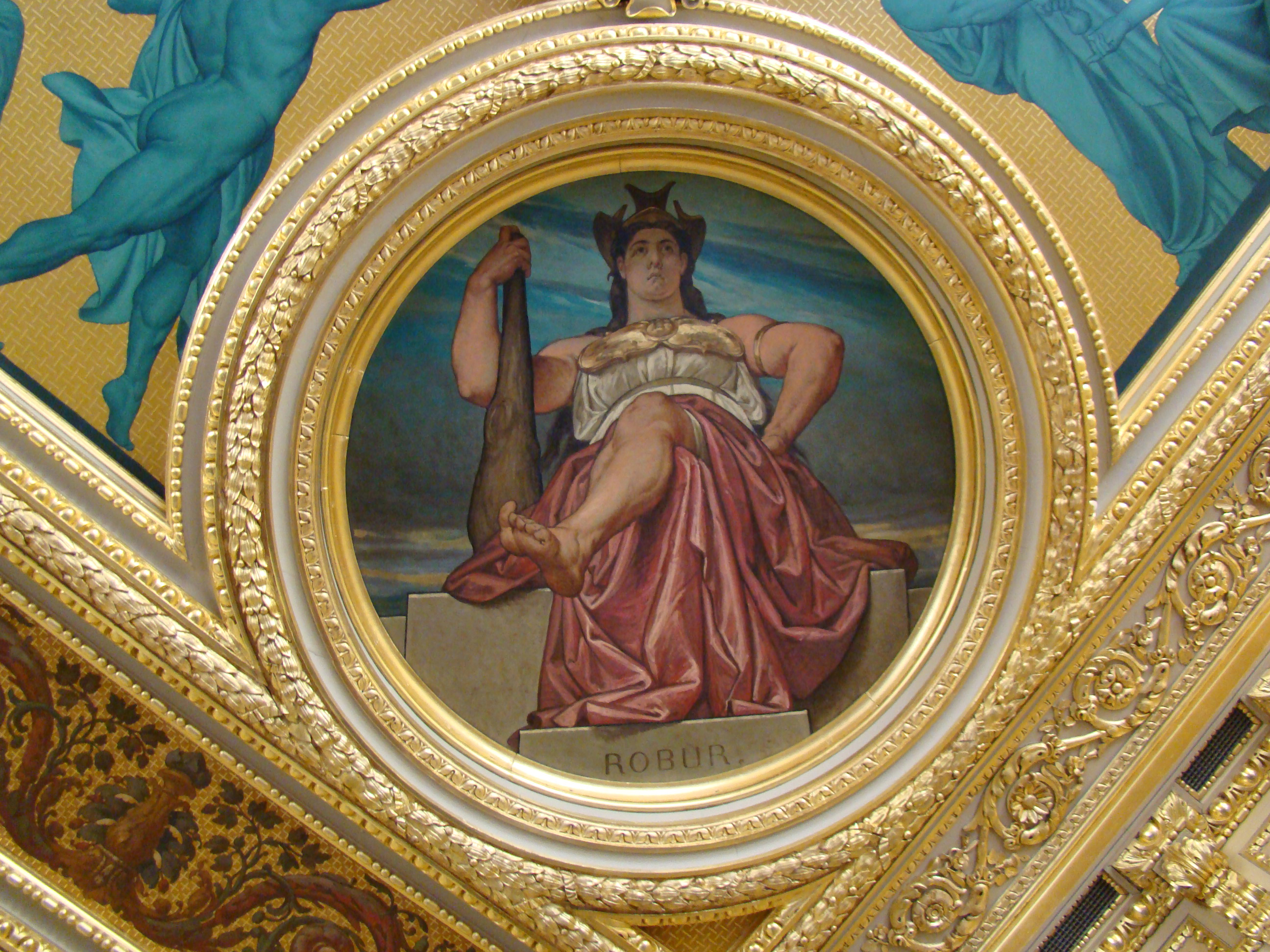
La Force.
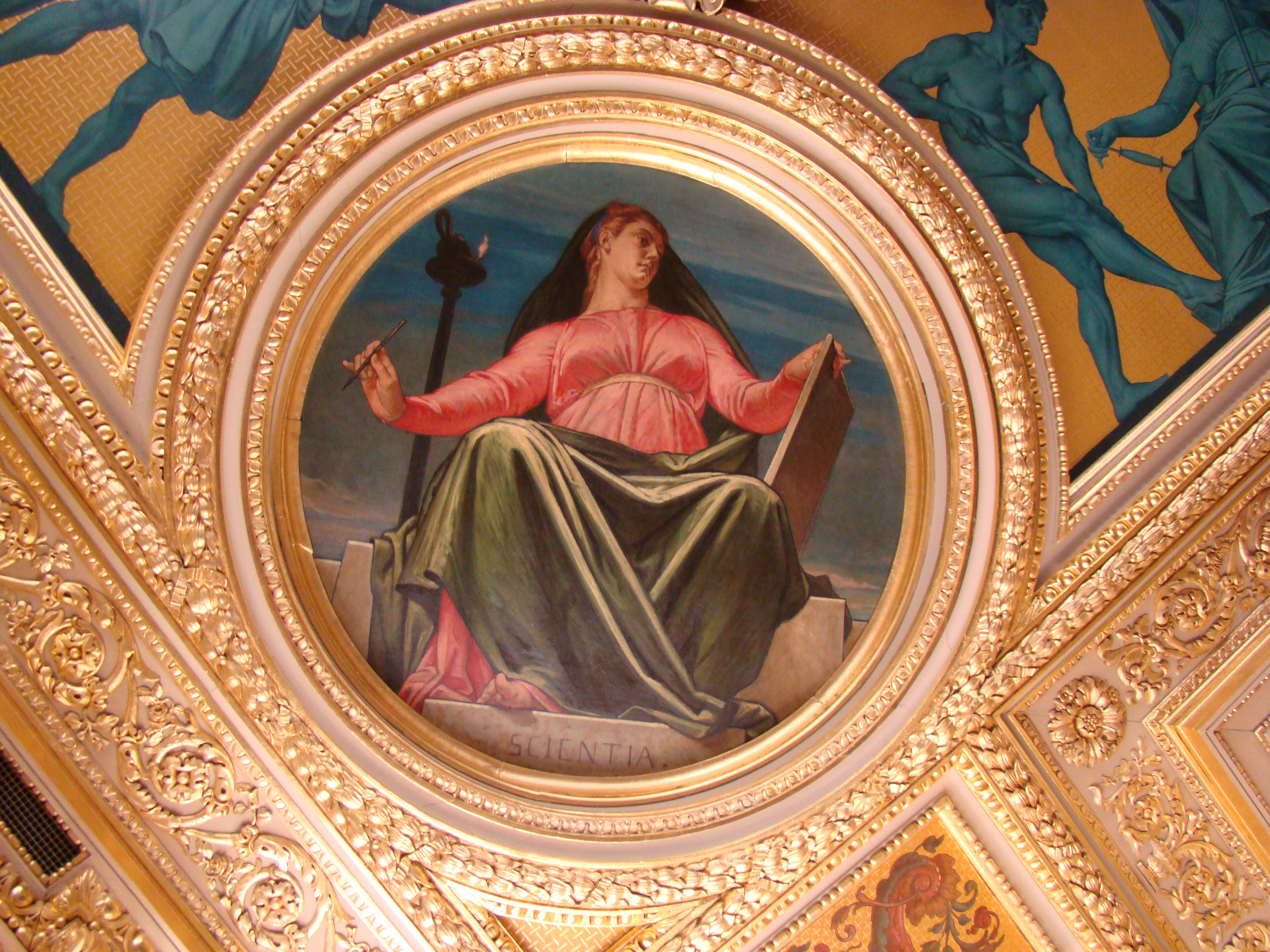
知识
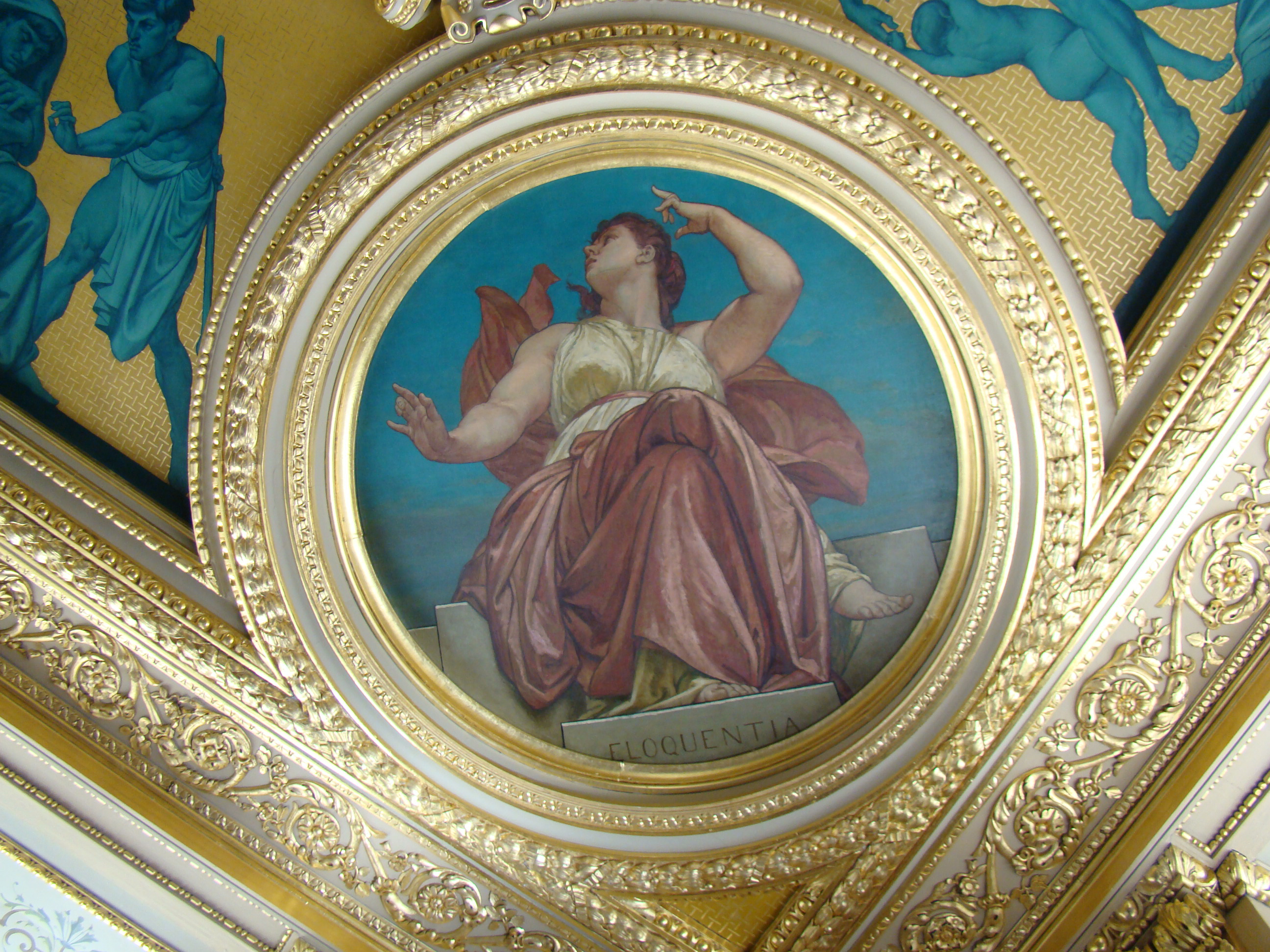
口才
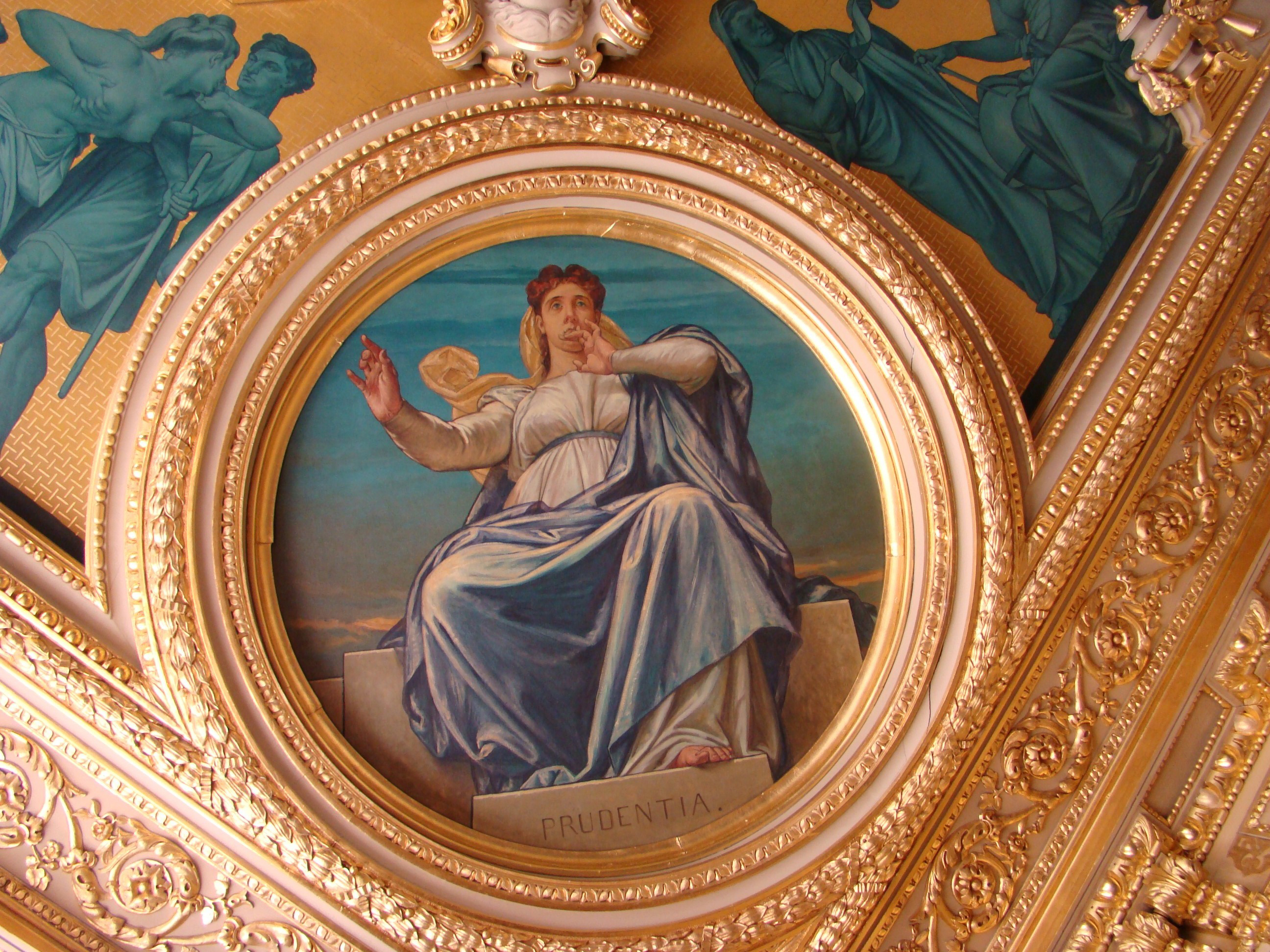
慎重
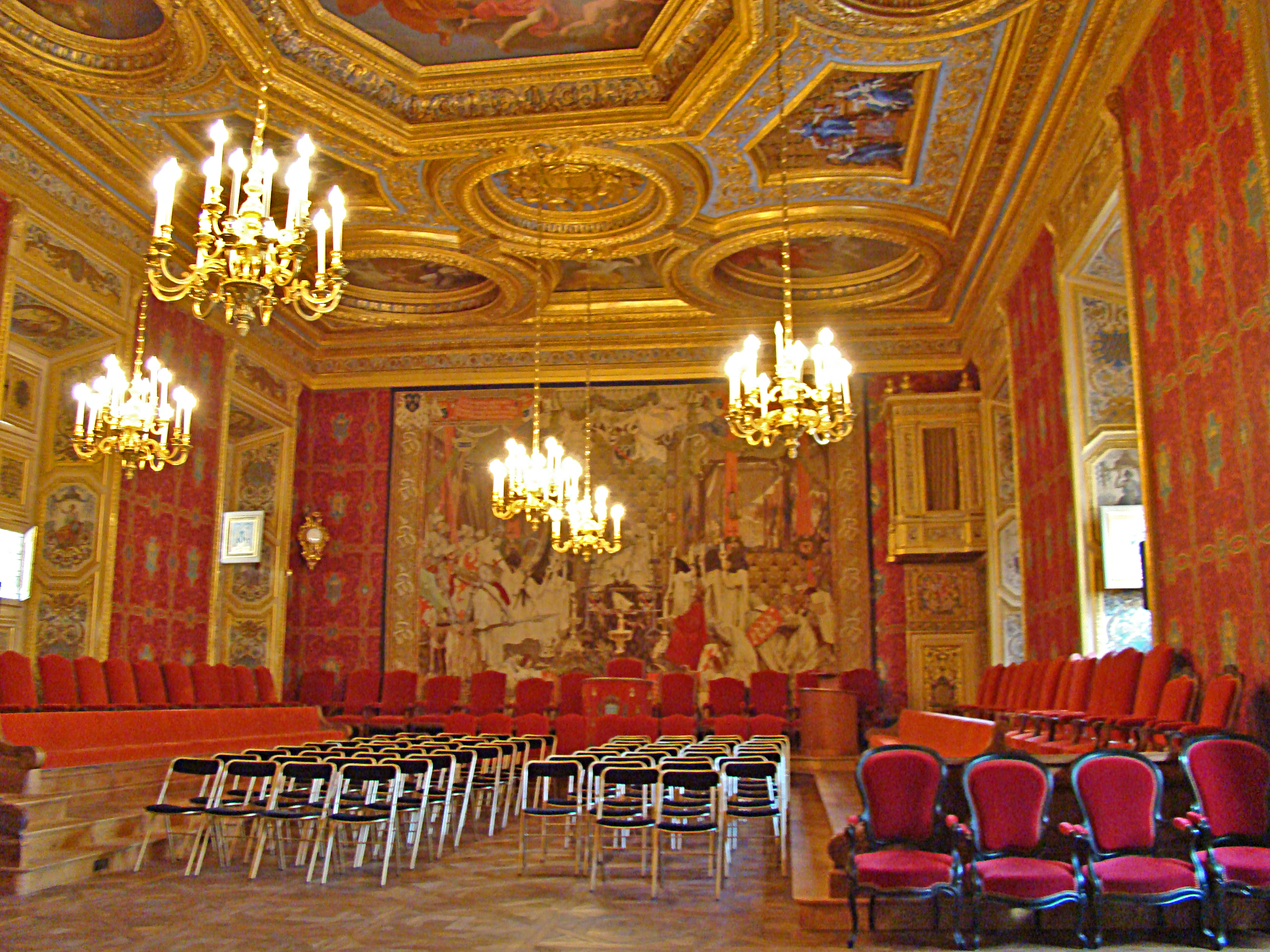
La Grand'Chambre
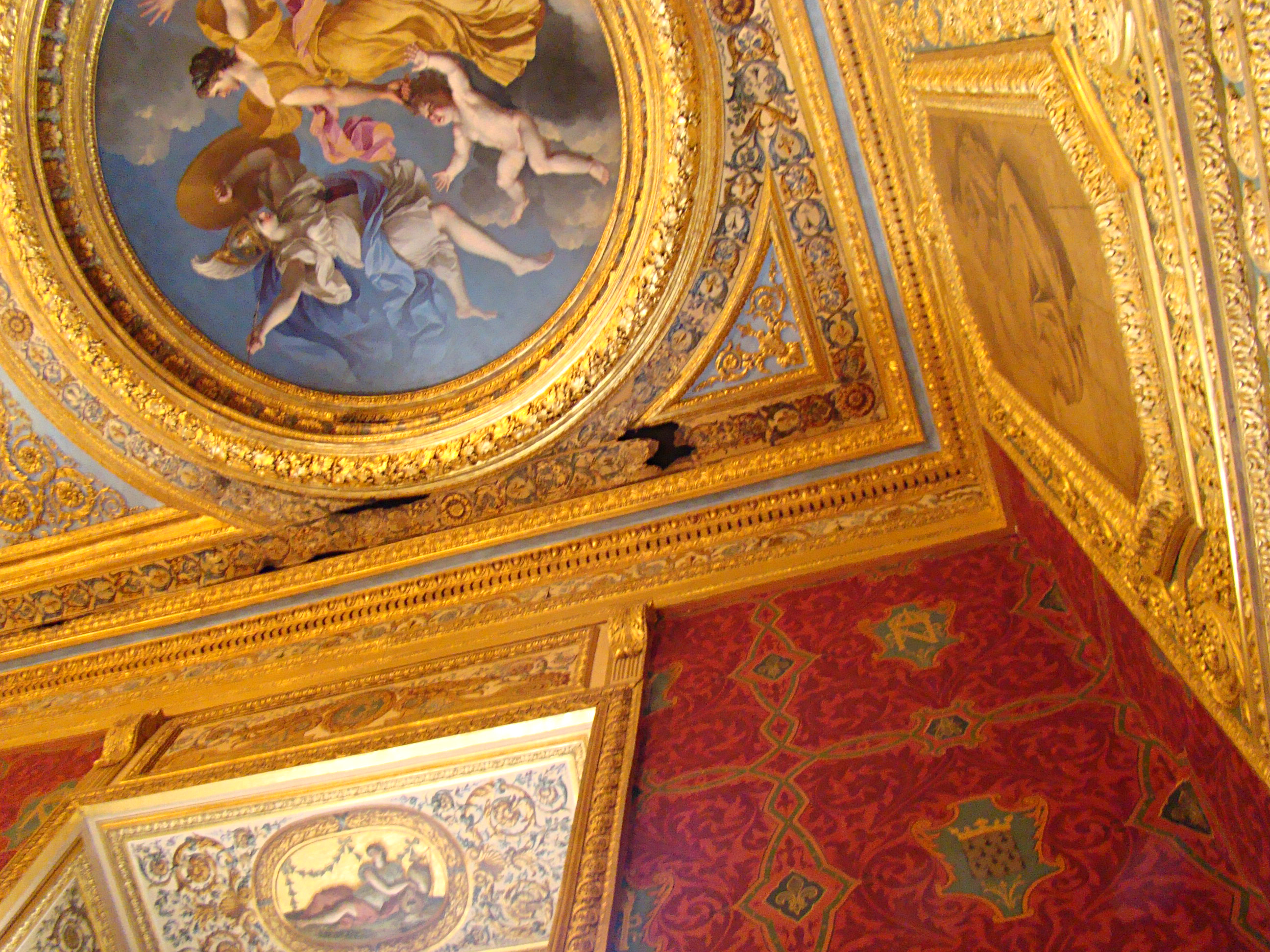
火灾留下的痕迹